# Resource Description Framework
Resource Description Framework (RDF), v češtině systém popisu zdrojů, je rodina specifikací vypracovaných organizací World Wide Web Consortium (W3C), původně navržených jako model metadat. Používá se jako obecná metoda pro modelování informací v různých syntaxích.
Jde o obecný rámec dat, která popisují zdrojový dokument tak, že je jeho popis čitelný jak lidsky, tak strojově. RDF je standardizovaný formát, který umožňuje vyjadřovat popisné informace o WWW zdrojích. Zároveň je to i formát grafový, takže veškerá data v RDF lze zapsat pomocí grafu s orientovanými hranami, které je možné zapsat jako množinu trojic.
Zdrojem, který může být popsán pomocí RDF, může být jakýkoliv zdroj, který lze jednoznačně identifikovat pomocí URI (Uniform Resource Identifier). Tento identifikátor jednoznačně určuje, o jaký konkrétní zdroj se ve webovém obsahu, který je tvořen různými typy dokumentů, jedná.

## Historie
Formát nemá konkrétního autora, ale vznikl jako reakce na potřebu flexibilní architektury pro podporu vytváření a výměny webových metadat různých organizací, v jejich společné kooperaci. Na výslednou podobu měly, kromě jiných, vliv platforma PICS a další metadatové formáty jako například Dublin Core, Meta Content Framework nebo Warwick Framework.
RDF je hlavní komponentou sémantického webu, což je návrh konsorcia W3C: evoluční stupeň World Wide Webu, ve kterém mohou aplikace ukládat, vyměňovat si a používat strojově čitelné informace distribuovaně přes síť, což umožňuje uživatelům pracovat s informacemi efektivněji a s větší jistotou.

## Datový model
Hlavní myšlenkou RDF je k popisovanému zdroji přiřadit výraz ve tvaru podmět – vlastnost – předmět (též subjekt – predikát – objekt). Pro tento výraz se také používá termín trojice.
Jinak řečeno RDF popisuje zdroj, ten má nějaké vlastnosti a tyto vlastnosti mají odpovídající hodnoty. Přičemž podmět definuje, o jaký zdroj se jedná, vlastnost určuje jeho charakter a zároveň vyjadřuje vzájemný vztah mezi podmětem a předmětem.
Konkrétní příklad lze ukázat například na výroku: Obloha má modrou barvu. Po rozložení do trojice pak obloha je podmětem, má barvu vyjadřuje vlastnost a modrou vyjadřuje předmět. V grafické podobě RDF grafu by pak vlastnosti byly jeho hrany, které by byly orientovány od podmětu k předmětu, a ty by tvořily jeho vrcholy.
Lépe pochopit řetězec, který vznikne při vytvoření trojice, lze i pomocí konkrétního příkladu Erica J. Millera, který použil ve svém článku. Níže je uveden v trochu pozměněné formě.
Máme dvě prohlášení:
```
1) Babiččin autor je Božena Němcová.
2) Božena Němcová je autorem Babičky.

```

Pro člověka, který má schopnost odvodit si obsah sdělení z různých větných konstruktů, nesou obě tato prohlášení stejnou informaci o tom, kdo je autorem knihy Babička. Pro stroj jsou ale obě tato sdělení vnímána jako dva rozdílné řetězce.
Pokud tedy obě prohlášení rozložíme do trojice subjekt – predikát – objekt, tak, jak to dělá stroj, budou vypadat následovně:
```
1) "Babička" = podmět, "má autora" = vlastnost, "Boženu Němcovou" = předmět
2) "Božena Němcová" = podmět, "je autorem" = vlastnost, "Babičky" = předmět

```

V prvním prohlášení je podmětem kniha Babička v druhém pak autorka Božena Němcová. Ke každému podmětu lze také přiřazovat různé vlastnosti související s jejich povahou, například k autorovi můžeme dodat kontaktní informace nebo seznam jeho dalších děl. Ke knize pak například počet stran, rok vydání a další.

## RDF syntaxe
RDF je sám o sobě pouze abstraktním formátem, který pouze udává, jakým způsobem informace o zdroji zapsat, ale nemá definovanou syntaxi. Z toho důvodu není samotné RDF v dokumentu viditelné, takže v internetovém prohlížeči na první pohled není poznat, zdali dokument RDF obsahuje nebo ne.
K zapsání RDF do podoby, aby bylo lidsky a strojově čitelné, se dají použít různé jazyky. Hojně používaným nástrojem je, díky jeho oblíbenosti a univerzálnosti, značkovací jazyk XML (Extensible Markup Language). W3C pak definovalo konkrétní syntaxi RDF/XML, která vychází právě ze zmíněného XML.

## RDF schéma
Pro konkrétnější specifikaci abstraktního RDF vznikl jeho rozšiřovací systém, který se nazývá RDF Schema (RDF(S)). RDF(S) je jednoduchý, na XML založený, ontologický jazyk, který umožňuje konkrétněji specifikovat vlastnosti přidružené k jednotlivým RDF objektům. Může definovat jejich možné hodnoty, popisovat vzájemné vztahy a tím nám umožňuje vkládat do webových stránek sémantiku.
K vyjadřování hierarchie objektů, systému tříd a vlastností se používají slovníky. Které, aby byly užitečné, musejí být chápány ve stejném kontextu jak autorem, tak čtenářem informace. RDF(S) umožňuje k popisu použít již existující slovníky nebo definovat slovníky nové, a tak rozšiřovat možnosti popisování zdrojů.

## Využití v ČR
Formát RDF využívá v ČR pro publikaci otevřených dat Česká obchodní inspekce a Ministerstvo financí pro Centrální registr dotací.